# Qarghayi
Qarghayi är ett distrikt i Afghanistan. Det ligger i provinsen Laghman, i den östra delen av landet, 90 kilometer öster om huvudstaden Kabul.
Distriktet beräknades år 2022 ha cirka 115 000 invånare.